# Давтар
Давтар (арм. դավթար) — 1) дневники, которые вели армянские купцы во время своих путешествий. В давтарах они тщательно фиксировали все подробности своих путешествий: меры и веса, виды взимаемых с купцов пошлин, законы, применяемые в их отношении и т.д. В дальнейшем, как правило, всё это применялось другими купцами как руководство. Неоценимо значение давтаров и с правовой точки зрения, так как они содержат богатый материал, относящийся к торгово-правовому регулированию разных стран. Подобные источники использовались при создании в армянских колониальных поселениях (в Индии, Польше, Украине и т.д.) памятников армянского права.
2) Специальная книга, куда армянские ашуги записывали свои произведения.